# Jónas Hallgrímsson
Jónas Hallgrímsson (Eyjafjörður, 16 de noviembre de 1807 – Copenhague, 26 de mayo de 1845) fue un escritor, poeta y naturalista islandés. 